# 張京育
張京育（1937年4月27日—），生於湖南省湘潭縣，宜蘭市人，中國國民黨籍中華民國政治人物、教育家、外交學者，為總統蔣經國、李登輝時代重要閣員，曾任國立政治大學校長、行政院新聞局長、行政院陸委會主委、行政院教改會副召集人、總統府國策顧問、國安局智庫董事長、二二八事件紀念基金會董事長、中國國民黨中央委員，畢業於國立臺灣大學法律系、國立政治大學外交所碩士、美國哥倫比亞大學雙碩士、政治學博士，現任國立政治大學俄羅斯研究所名譽教授、國立政治大學世界校友總會創會會長、淡江大學戰略與國際事務研究所特約講座教授。

## 生平
成長於宜蘭市眷村岳飛新村，父親是陸軍通信兵學校教官。获國立臺灣大學法律学士、國立政治大學外交硕士、美國哥倫比亞大學比較法雙碩士、政治博士學位。1971年，加入由中華民國籍留美學生在美國華府成立的反共愛國聯盟。畢業後早期在國立政治大學任教。1984年，蔣經國總統在位期間，任行政院新闻局局长。1987年，返校任國立政治大学国际关系研究中心主任。1988年7月起，连续当选为中国国民党第十三、十四届中央委员。1989年，任政治大学校长。1994年3月起，李登輝總統在位期間，任行政院政务委员及行政院大陆委员会主任委员。1998年起，任总统府國策顧問。目前為政治大學俄羅斯研究所名譽教授。

## 逸事
1986年5月16日，宋美齡函電蔣經國：

「今晨五月十五日 箴言報又報導 兩岸外交界均表示 驚訝我方自破不直接交談政策 所謂不接觸不商談不妥協是也 雖張京育重申「三不」政策 但外交人士認為 此次政策變更 必冉冉形成更多變化之先聲 初時一般觀察家均推斷 我寧可放棄飛機維持原則 路透社報導 國民黨堅強份子對此一措施已表不滿 余始終肯鄧之作風外荏內厲 較毛高明多多 宜早日懸崖勒馬 否則無異授刀於敵 母 五月十六日」

| 中華民國政府職務                   | 中華民國政府職務                                       | 中華民國政府職務 |
| ---------------------------------- | ------------------------------------------------------ | ---------------- |
| 行政院                             |                                                        |                  |
| 前任： 宋楚瑜                      | 新聞局局長 第十任 1984年8月24日－1987年4月22日         | 繼任： 邵玉銘    |
| 前任： 高孔廉（代理） 正任：蕭萬長 | 大陸委員會主任委員 第四任 1996年2月28日－1999年1月31日 | 繼任： 蘇 起     |
| 教育職務                           |                                                        |                  |
| 政治大學                           |                                                        |                  |
| 前任： 陳治世                      | 政治大學校長 第四任 1989年8月1日－1994年3月24日        | 繼任： 鄭丁旺    |